# Johan Frinsel sr.
Johan Jacob Frinsel sr. (Amsterdam, 5 september 1927 – Veenendaal, 8 oktober 2021) was een Nederlandse prediker, kinderboekenschrijver, hulpverlener, schrijver van christelijke boeken en bestuurder. Hij behoorde tot de pinksterbeweging.

## Levensloop
Frinsel werd geboren in een niet-christelijk gezin uit de Jordaan (Amsterdam). Hij bezocht wel de basisschool van de vereniging Tot Heil des Volks. Daarna volgde hij het openbaar onderwijs, maar kwam hij in aanraking met het evangelie en bekeerde zich tot het christelijk geloof. Toen hij klaar was met zijn studie ging hij werken op een ingenieursbureau.
Zijn eerste boek verscheen in 1950 onder de titel Een avontuur op school. Door de jaren heen zouden er nog een twintigtal volgen. Hij trouwde in datzelfde jaar met Aaf van Bodegraven (1921-2013). Uit het huwelijk werden vijf kinderen geboren, drie meisjes en twee jongens, onder wie Hans Frinsel, in 1992 zijn opvolger als directeur van de vereniging Tot Heil des Volks. 
In 1967 werd hij directeur van de vereniging Tot Heil des Volks. Onder zijn leiding kreeg het werk een nieuwe wending. In de Willemsstraat (Jordaan) opende een opvangcentrum voor verslaafden zijn deuren. Begin jaren zeventig werden twee scholen tot jeugdhotel omgebouwd om de grote stroom jeugdtoeristen een veilig onderdak te bieden, één in de Jordaan en één in de rosse buurt. Hij richtte de organisatie Evangelische Hulpverlening aan Homofielen op. Deze christelijke hulpverlening aan mensen die worstelden met homogevoelens vond een plekje in de Willemsstraat. In maart 1985 ging onder de naam Scharlaken Koord het evangelisatie- en hulpverleningswerk onder prostituees van start.
In 1969 werd Frinsel gekozen tot voorzitter van het Broederschap van Pinkstergemeenten. Deze functie vervulde hij zes jaar lang. Hij was ook actief binnen de RPF. Zo stond hij in 1982 derde op de kandidatenlijst voor de Tweede Kamer. De partij haalde twee zetels.
Van 1989 tot en met 1998 was hij vicevoorzitter van de Evangelische Omroep. In die tijd kwam hij vooral veelvuldig in het nieuws met zijn kritiek op de christelijke opwekkingsbeweging Toronto Blessing. Frinsel ging als vicevoorzitter weg omdat hij vond dat de EO zich in minder rechtzinnig vaarwater begaf. In 2007 raadde hij publiekelijk de ChristenUnie af in een nieuw te vormen kabinet te gaan zitten (het latere kabinet-Balkenende IV).
In 2010 werd Frinsel getroffen door een hersenbloeding en stopte hij met spreekbeurten en schrijven. Frinsel overleed op 94-jarige leeftijd.